# Utkivka
Utkivka o Utkovka (en ucraïnès Утківка, en rus Утковка) és una vila de la província de Khàrkiv, Ucraïna. El 2021 tenia 1.165 habitants.